# Akiko Yano
Akiko Yano (矢野 顕子 Yano Akiko; Tokyo, 13 febbraio 1955) è una musicista pop e jazz giapponese.
Nata col nome Akiko Suzuki nel 1955, si è sposata con Makoto Yano, un produttore della sua prima registrazione. Più tardi si è unita in matrimonio con Ryūichi Sakamoto, uno dei membri dei Yellow Magic Orchestra. Entrambi i matrimoni sono terminati col divorzio.
Oltre alle sue produzioni come solista ha registrato con Thomas Dolby, Yngwie Malmsteen, The Chieftains, The Hammonds, Jamaaladeen Tacuma, Kazumi Watanabe, The Boom, Tetsuro Kashibuchi e Ryūichi Sakamoto. È comparsa nella registrazione di "Snowflake" (fiocco di neve) leggendo una storia per bambini con Peter Gabriel con la musica di Akira Inoue.
Hanno partecipato ai suoi album membri dei Little Feat, Pat Metheny, Ryūichi Sakamoto, Haruomi Hosono, David Sylvian, Lyle Mays, Kenji Omura, Jeff Bova, Yukihiro Takahashi, la band Quruli e suo figlio Futa Sakamoto.

## Discografia
- Japanese Girl	 (1976)
- Nagatsuki Kannazuki		(1976)
- Iroha Nikonpeitou		(1977)
- Tokimeki			(1978)
- Tokyo wa Yoru no Shichi Ji		(1979)
- Asoko no Akkochan		(1979)
- Gohangadekitayo	(1980)
- Tadaima	(1981)
- Ai Ga Nakuchane	(1982)
- Oesu Oesu (1984)
- Tooge No Wagaya		(1986)
- Brooch (1986)
- Granola (1987)
- Good Evening Tokyo (1988)
- Welcome Back (1989)
- Home Music (1989)
- Akiko Yano (1990)
- Love Life			(1991)
- Super Folk Song (1992)
- Love Is Here		(1993)
- Demae Concert (1994)
- Elephant Hotel		(1994)
- Piano Nightly			(1996)
- Hitotsudake (1996)
- Oui Oui (1997)
- Go Girl (1999)
- Twilight  (2000)
- Home Girl Journey (2000)
- Honto No Kimochi (2004)
- Hajimete no Yano Akiko (2006)